# 무헤르 데 마데라
《무헤르 데 마데라》(스페인어: Mujer de madera)은 2004년 방영된 멕시코의 텔레노벨라이다.